# Carlos Alberto Arroyo del Río
Carlos Alberto Arroyo del Río (né le 27 novembre 1893 à Guayaquil, mort le 31 octobre 1969 dans la même ville) est le 26e chef de l'État de l'Équateur renversé par la Révolution du 28 mai 1944.